# Dębówiec-Towarzystwo
Dębówiec-Towarzystwo [pronunciación en polaco: /dɛmˈbuvjɛt͡s tɔvaˈʐɨstfɔ/] Es un pueblo ubicado en el distrito administrativo de Gmina Wilczyn, dentro del Distrito de Konin, Voivodato de Gran Polonia, en el oeste de Polonia central.